# NkNb 4–7
Die NkNb 4–7 waren Tenderlokomotiven der Vicinalbahn Nagy Kikinda–Nagy Becskerek (NkNb).
Offenbar waren die erstgelieferten kleinen Tenderlokomotiven NkNb 1–3 leistungsmäßig wenig befriedigend.
Die NkNb bestellte daher vier Stück stärkere Tenderloks bei der Lokomotivfabrik der StEG, die 1891 und 1892 geliefert wurden.
Die Maschinen hatten im Vergleich zu den Betriebsnummern 1–3 auch größere Räder, sodass als Höchstgeschwindigkeit 40 km/h zugelassen werden konnte. Der Dampfdom saß auf dem ersten Kesselschuss, der Sandom am zweiten.
Die Fahrzeuge erhielten die Betriebsnummern 4–7.
Im Zuge der Verstaatlichung kamen die NkNb-Dampflokomotiven zu den ungarischen Staatsbahnen MÁV, die sie als Kategorie XIIk zunächst mit den Betriebsnummern 5641–5644, später als 6641–6644 einordneten. Ab 1911 bildeten die Lokomotiven die Reihe 383.